# Negro libre

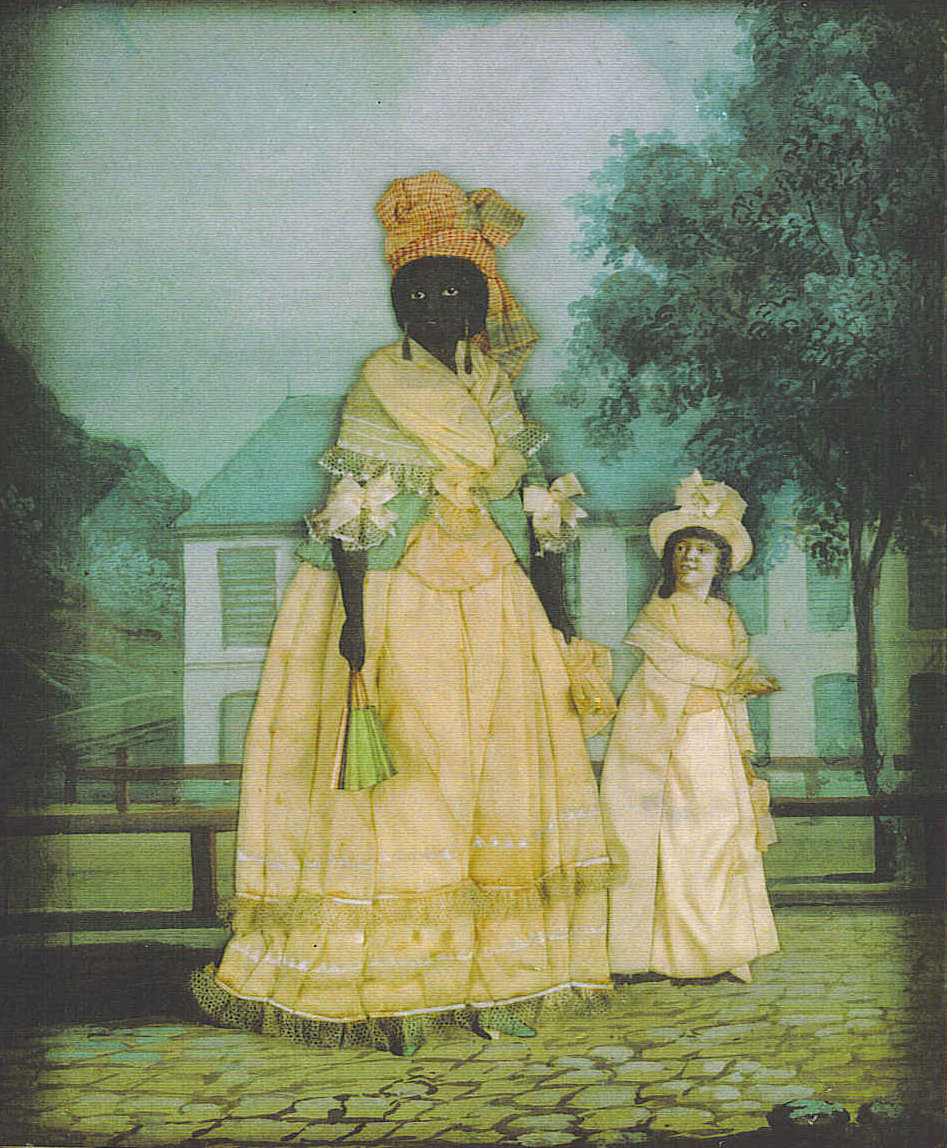
Mulata libre de Nueva Orleans con su hija cuarterona (quadroon en inglés). Collage del.

Freeborn (palabra anglosajona compuesta de free, "libre" y born, "nacido") es un concepto que, en el contexto de la esclavitud en los Estados Unidos, se aplicaba a un grupo socio-étnico definido también como free negro ("negro libre", en plural free negroes, children born of free colored persons, "hijos nacidos de personas de color libres"). La palabra anglosajona negro (de etimología española y pronunciada [ˈnigro] o [ˈnigrou]) será después considerada políticamente incorrecta, usándose como eufemismos, en distinto grado, las palabras black ("negro", de etimología anglosajona), coloured ("de color") o afroamerican ("afroamericano"). La palabra nigger (derivada de negro) es usada como peyorativo.
En Sudáfrica, durante el período 1652-1840, un negro libre era una persona de color emancipada; el término era usado exclusivamente para ex-esclavos negros; de hecho todo negro cabía en alguna de cuatro categorías: «negro libre» (ex esclavo liberado), «burgués libre» (ciudadano nacido libre), «esclavo» o «persona nacida libre» (indígenas africanos).
Respecto a Australia, tanto negros libres como esclavos eran sujetos de ser transportados allá si su sentencia penal así lo establecía; esto incluía asimismo a las negras libres.
En la Holanda del siglo XVII, los negros libres solían casarse con blancas, ya que no había restricciones al matrimonio interracial; especialistas del siglo XXI especulan que pudieron haber sufrido de estereotipos y visible discriminación.
Negros libres podían ser también los mulatos, provenientes tanto de madres esclavas como libres y tanto de padres negros y blancos como negros e indios (la contemporánea terminología de "castas" en la América española describe una terminología mucho más compleja).
También podía denominarse "negro libre" a los libertos que habían nacido esclavos y por una u otra razón habían sido manumitidos, y a los esclavos fugitivos. En estos casos la denominación freeborn era menos propia, aunque sí prestigiosa.
Una denominación muy utilizada en Nueva Orleáns y el antiguo Territorio de Luisiana era la de free people of color ("personas de color libres"), o sea "persona total o parcialmente de origen africano que no ha sido esclavizada" (a person of full or partial African descent who was not enslaved).

## Por país

### En Estados Unidos
La primera negra libre que contrajo matrimonio en territorios que finalmente pasarían a manos de los EE. UU. fue Luisa de Ábrego, una andaluza negra, quien casó con Miguel Rodríguez, un segoviano, y cuyas bodas se oficiaron en San Agustín, en la Florida (Nueva España).
En 1830, había 319,559 negros libres en el país, quienes poseían 12,907 esclavos.
En 1860, justo antes del inicio de la guerra civil que acabó con la esclavitud en el país, vivían en él 488,070 negros libres; la mayoría de ellos en los estados esclavistas.
Después de la abolición de la esclavitud (teóricamente desde 1863, pero no aplicable de forma general hasta el término de la Guerra de Secesión en 1865), todos los negros nacidos en los Estados Unidos eran negros libres.

### En España e Hispanoamérica
Entre los conquistadores de América había negros libres. En la batalla de Cajamarca, que resultó en la captura de Atahualpa, el soberano de los incas, el segundo en comando de la artillería de Pizarro era un negro libre, quien llegó a ascender a capitán (el rango de capitán en esa época era equivalente al de un general del siglo XXI).
En España e Hispanoamérica, la abolición de la esclavitud (aplicada con distintas alternativas a lo largo del siglo XIX) tuvo un estado intermedio denominado de "libertad de vientres" que implicaba que los hijos nacidos de madre esclava nacían libres.

## Ejemplos notables

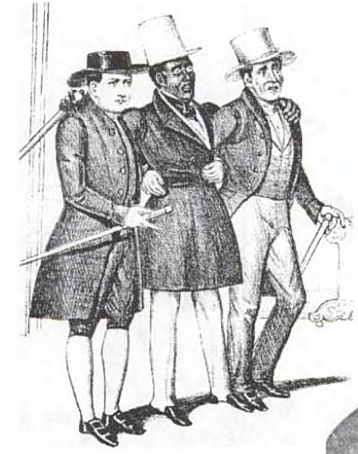
David Ruggles, entre dos abolicionistas blancos.

### Nacidos libres
- William Still: abolicionista, escritor y activista.
- Thomas L. Jennings: primer negro americano en obtener una patente.
- Maria Stewart: periodista, abolicionista y activista.
- Harriet Wilson: novelista.
- David Walker (abolicionista).
- Sarah Parker Remond: médico, profesora y abolicionista.
- David Ruggles: activista antiesclavista.
- Martin Delany: abolicionista, escritor, médico y teórico del black nationalism ("nacionalismo negro").
- Daniel Payne: pedagogo, administrador universitario y escritor.
- Robert Purvis: abolicionista.

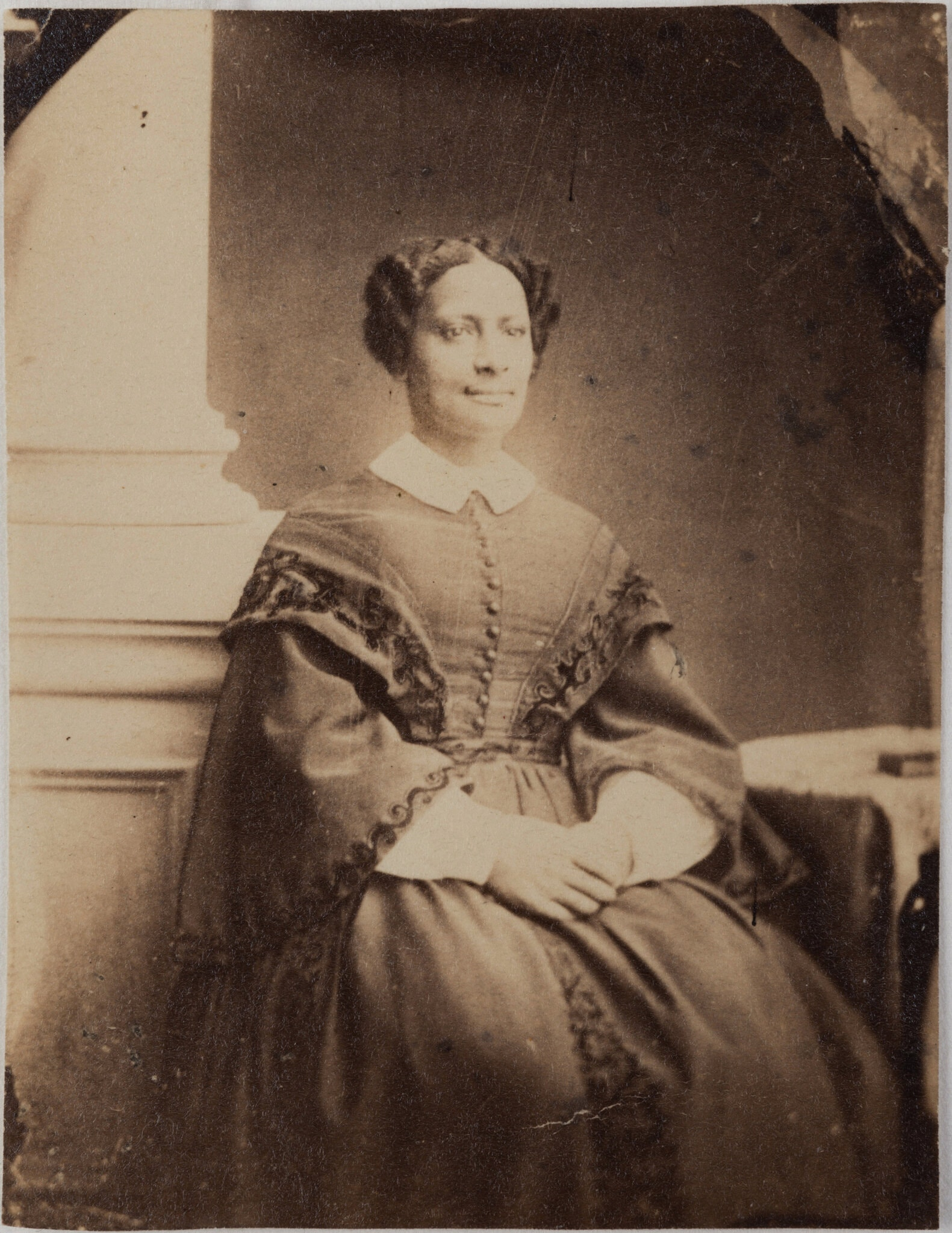
Sarah Parker Remond
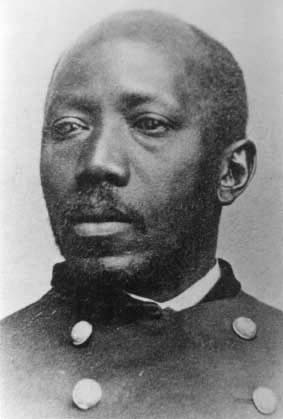
Martin Delany
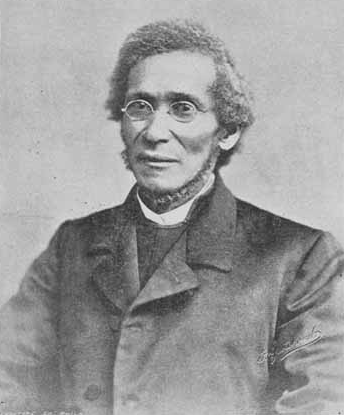
Daniel Payne
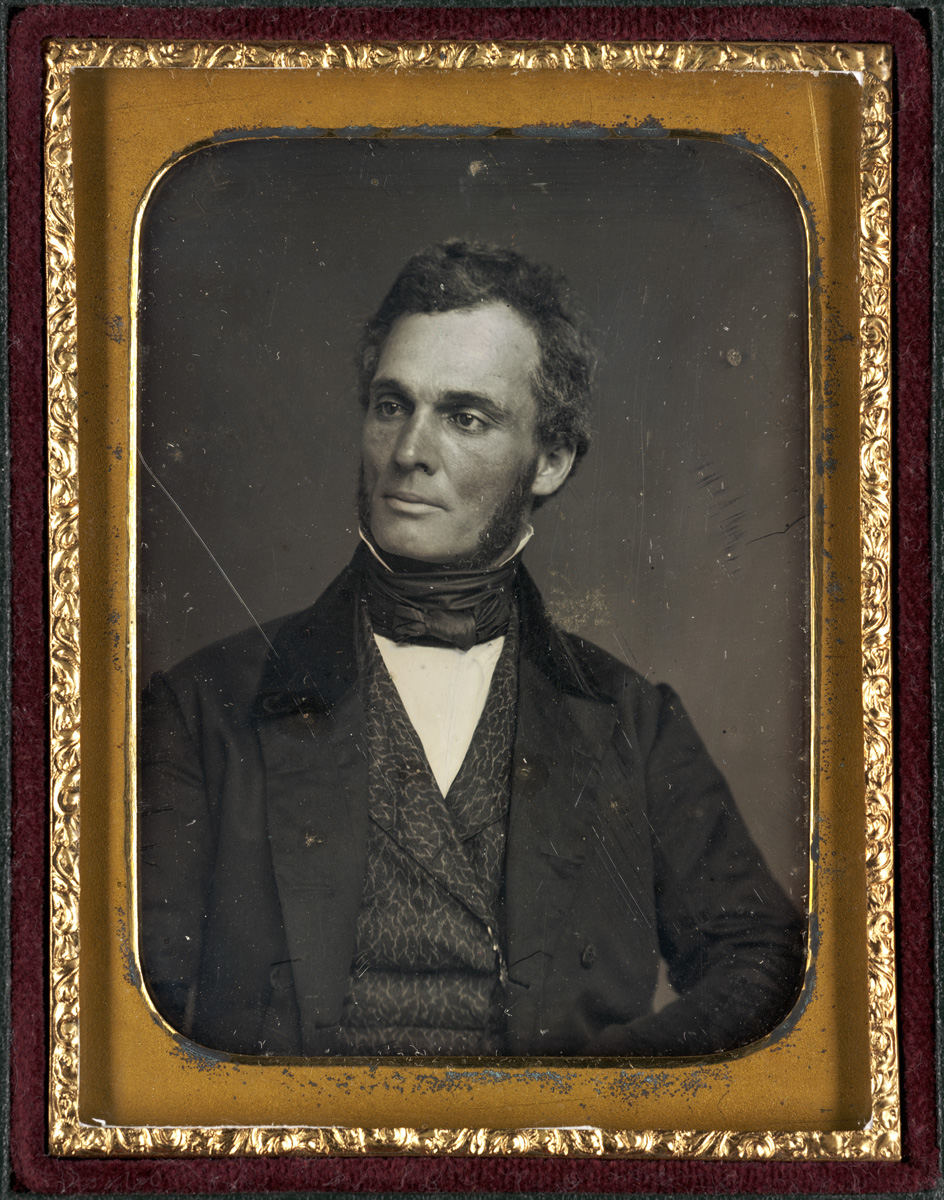
Robert Purvis

### Nacidos esclavos
- Frederick Douglass: reformador, escritor y estadista.
- Sojourner Truth: abolicionista y activista por los derechos de la mujer.
- Harriet Jacobs: escritora y abolicionista.
- William Ellison: propietario y empresario.
- Phillis Wheatley: primera persona negra americana en publicar poesía.
- Lucy Terry: escritora.
- Elizabeth Freeman (Mum Bett): una de las primeras personas esclavas en obtener un freedom suit.[17]
- Henry Highland Garnet: abolicionista y pedagogo.